# Харслебен
Харслебен (њем. Harsleben) општина је у њемачкој савезној држави Саксонија-Анхалт. Једно је од 20 општинских средишта округа Харц. Према процјени из 2010. у општини је живјело 2.253 становника. Посједује регионалну шифру (AGS) 15085140, NUTS (DEE09) и LOCODE (DE HSE) код.

## Географски и демографски подаци
Харслебен се налази у савезној држави Саксонија-Анхалт у округу Харц. Општина се налази на надморској висини од 123 метра. Површина општине износи 27,9 km². У самом мјесту је, према процјени из 2010. године, живјело 2.253 становника. Просјечна густина становништва износи 81 становника/km².